# Vallaskogen
Vallaskogen är ett naturreservat i stadsdelen Östra Valla, Linköpings kommun, Östergötland. Beslut om att inrätta naturreservatet togs 1994 och det är idag det skogsområde som ligger närmast centrum. Eftersom Linköpings universitet ligger på andra sidan av denna skog cyklar många studenter och arbetstagare på vägen genom den varje dag. Mindre skogsstigar används också för jogging, promenader (även hundpromenader), fågelskådning och orientering. En gren av Östgötaleden går genom skogen. Tidigare har också ett motionsspår funnits. Vallaskogen är rik på fornlämningar, bland annat löper ett system av hålvägar tvärs över skogen.
Vallaskogen har beskrivits som en oas mitt i staden. Vallaskogen är i dag drygt 80 hektar, men minst 20 hektar har exploaterats i olika etapper.
Vallaskogen ingår i Friluftsmuseet Gamla Linköping tillsammans med Valla gård och stadskvarteren i Gamla Linköping. Vallaskogen gränsar till dessa två andra områdena och binder ihop friluftsmuseet. Tanken är att besökare ska kunna se hur marken användes i Sverige för länge sedan och hur förbindelserna mellan by, åker, och skog såg ut.
Nötkreatur betade i skogen fram till 1930-talet. För närvarande finns det betande får i ett inhägnat område i reservatet. Faunan inkluderar allt från insekter och grodor till fåglar, harar och även enstaka rådjur. Den imponerande floran omfattar mossor, björkar, lönnar, tallar och granar, liksom mindre vanliga orkidéer och mycket gamla ekar.
Under 1970- och 1980-talen planerades en ny stor väg, Vallaleden, genom skogen. Denna väg skulle ha anslutit till Garnisonsrondellen och den stora Vallarondellen, kortaste vägen för bilister men förödande för naturälskare. Efter decennier av aktionsgrupper bildade Linköpingsborna föreningen Rädda Vallaskogen, och lyckades i en folkomröstning enas mot detta hot och 1989 säkrades skogen. Året därpå högg kommunen ner 4 hektar för att bygga bostäder. 
Fem år efter folkomröstningen upprättades naturreservatet, som då endast inkluderade den norra delen av skogen. När Linköpings garnison lade ner sin verksamhet 1997 blev det militära övningsfältet tillgängligt för ny användning. I en översiktsplan av området från 2003 beslutades att den militära delen ska vara områdesskyddat som naturreservat och förenas med det redan existerande delen. Sen den fördjupade översiktsplanen av Linköping från 2010 ingår hela Vallaskogen i staden största grönområde. Översiktsplanen förespråkar skydd och utveckling av områdets bevarandevärden .
Vallaskogen innehåller spår av mänsklig bosättning och odling som går tillbaka tusentals år. Totalt har ett hundratal fossila åkrar hittats. Deras datering sträcker sig från ca 800 f.Kr. till 500 e.Kr. och består av två olika typer, rundade och fyrkantiga. Den rundade åkervarianten är äldre och den fyrkantiga tycks inte dyka upp förr än runt 400 f.Kr. . 

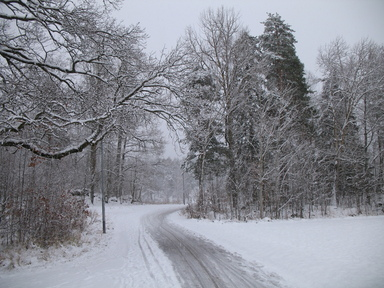
Spår av cykling i snön på vägen genom skogen
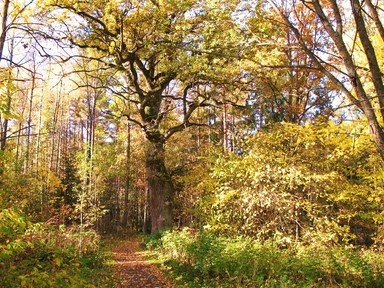
Varmt gult av höst